# فيكتور بريلوفسكي
 الدكتور فكتور برايلوفسكي ((بالعبرية: ויקטור בריילובסקי‏)، من مواليد 27 ديسمبر 1935) عالم كمبيوتر، ورياضياتي، وناشط عاليا وسياسي إسرائيلي سابق. شغل منصب وزير العلوم والتكنولوجيا لمدة ستة أيام في عام 2004. في مايو 1986 حصل بريلوفسكي على درجة الدكتوراه الفخرية من الجامعة المفتوحة في إنجلترا .

## السيرة الذاتية
ولد بريلوفسكي في موسكو عام 1935. كان ناشطًا لصالح العليا وأحد الرفضين بين عامي 1972 و1987، وكان سجين صهيون بين عامي 1981 و1984. في عام 1987 سمح له بالهجرة مع عائلته إلى إسرائيل، حيث عمل كأستاذ للرياضيات وعلوم الكمبيوتر في جامعة تل أبيب.
في انتخابات عام 1999، تم انتخابه في الكنيست على قائمة حزب شينوي ، وأصبح عضوًا في لجان العلوم والتكنولوجيا، والهجرة والاستيعاب والشتات.
بعد انتخابات 2003، التي احتفظ فيها بريلوفسكي بمقعده، انضم شينوي إلى حكومة أرييل شارون. في 5 مارس 2003 تم تعيينه نائباً لوزير الداخلية، وفي 29 نوفمبر 2004 أصبح وزيرا للعلوم والتكنولوجيا، ليحل محل زميله في شينوي إيلان شالجي إلا أن شينوي انسحب من الحكومة بعد أقل من أسبوع، مما أفقد بريلوفسكي منصبه الوزاري.
بعد الانقسام في شينوي، انضم بريلوفسكي إلى الفصيل العلماني (لاحقًا هيتز). فشل الحزب في تجاوز العتبة الانتخابية في انتخابات عام 2006 وخسر مقعده.

## وصلات خارجية
- فيكتور بريلوفسكي - مدار